# 1748 az irodalomban

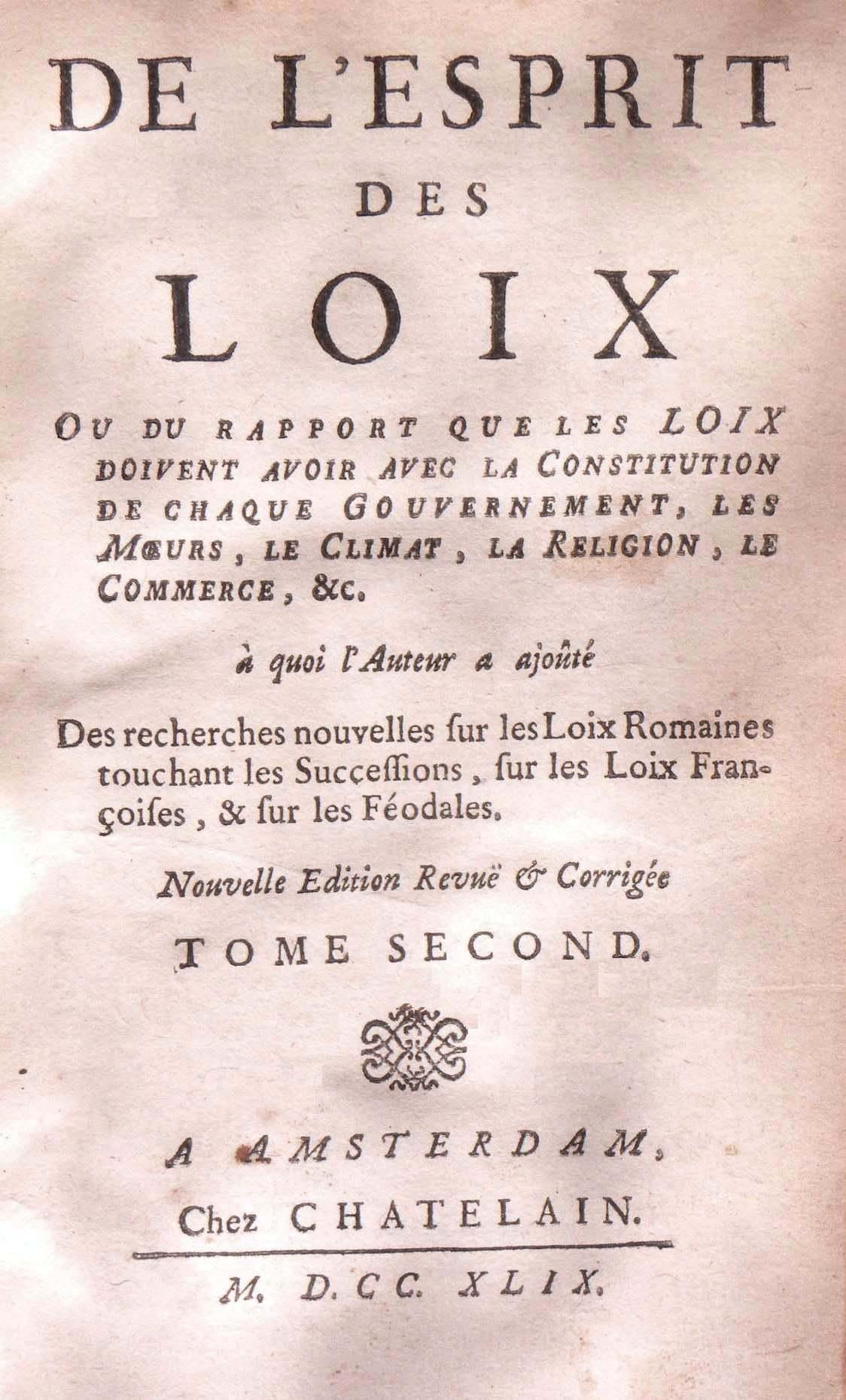
A törvények szelleméről javított kiadás címlapja (1749)

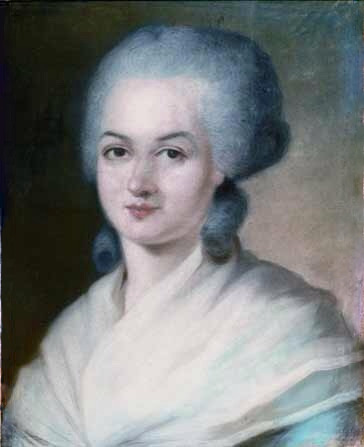
Olympe de Gouges

Az 1748. év az irodalomban.

## Új művek
- Montesquieu fő műve: A törvények szelleméről (De l'esprit des lois).
- Julien Offray de La Mettrie: L'homme machine (Az ember-gép) című értekezése.
- Denis Diderot regénye: Les bijoux indiscrets (Fecsegő csecsebecsék).
- Tobias Smollett: The Adventures of Roderick Random, pikareszk regény.
- Carlo Goldoni vígjátéka: La vedova scaltra (A furfangos özvegy).

## Születések
- május 7. – Olympe de Gouges kivégzett francia irodalmárnő, drámaíró, női jogharcos († 1793)
- 1748 – Józef Maksymilian Ossoliński lengyel politikus, író, irodalomtörténész († 1826)

## Halálozások
- augusztus 27. – James Thomson skót költő, drámaíró, Az évszakok című nagy költemény szerzője (* 1700)
- november 25. – Isaac Watts angol teológus, himnuszköltő (* 1674)